# Горномарийский драматический театр
Горномарийский драматический театр (горномар. Кырык мары драма театр) — главный театр горных марийцев. Главная драматическая сцена и единственный профессиональный театр, где постановки осуществляют на горномарийском языке.

## История
Создан в 1994 году. До 1 февраля 2000 года являлся Горномарийским филиалом Марийского национального театра драмы им. М. Шкетана, затем получил статус Республиканского театра. Работает в Козьмодемьянске, в здании Дворца культуры имени Якова Эшпая.
Основу труппы театра составили 18 выпускников театрального отделения Йошкар-Олинского музыкального училища имени И. С. Палантая. Театр открылся 3 декабря 1994 года драмой Е. М. Поствайкина «Тыр вады» («Тихий вечер»). В 1999 году труппа театра пополнилась 7 выпускниками Марийского республиканского колледжа культуры и искусств. В 2000—2003 художественным руководителем театра была выпускница режиссёрского факультета ГИТИСа В. А. Матюкова (Вилюкова). В 2004—2008 театр возглавлял Заслуженный деятель искусств Республики Марий Эл Б. Р. Веркау.
С 2008 года театр работает под руководством А. Сильвестрова. В разные годы в театре ставили спектакли режиссёры Е. Г. Гранитова-Лавровская (Москва), З. Долгова, В. В. Домрачев, О. Г. Иркабаев, С. С. Кириллова, Н. В. Корчаков (Чебоксары), И. Смирнов, Е. И. Ярденко. В 2001 году театр принял участие в Международном финно-угорском фестивале для детей и юношества «Ен дзирд» («Божественная искорка») в Сыктывкаре. Музыкальная сказка П. Першута «Кыткы сӱӓн» («Муравьиная свадьба») в постановке В. Матюковой была отмечена дипломом лауреата «За лучшее оформление», художник — С. Прутов.
С 2002 года Горномарийский драматический театр участвует в Международном фестивале театров финно-угорских народов «Майатул». Были показаны драма М. Кудряшова «Орлыкан пуйырымаш» («Горькая судьба», 2002), режиссёр В. А. Матюкова, мелодрама «Мам таен парсын йӓр» («Тайна шёлкового озера», 2004), режиссёр Н. В. Корчаков, маленькие комедии М. Шкетана «Кок сӱӓнӓк пелак» («Две с половиной свадьбы», 2006), режиссёр А. Сильвестров.